# Begonia aequatoguineensis
Begonia aequatoguineensis é uma espécie de Begonia. nativa da Guiné Equatorial.